# Peripsychoda hirsuta
Peripsychoda hirsuta és una espècie d'insecte dípter pertanyent a la família dels psicòdids.

## Descripció
- Mascle: ulls separats per 4 facetes de diàmetre; sutura interocular en forma de "V" invertida; vèrtex 3 vegades l'amplada del pont ocular i amb els costats gairebé rectes; front amb una àrea pilosa trapezoïdal; palps escatosos; antenes de 0,85 mm de longitud i amb l'escap 1,5 vegades la mida del pedicel; tòrax sense patagi; ales d'1,62 mm de llargària i de 0,75 d'amplada, i amb la vena subcostal lliure (no pas unida a R1); fèmur més llarg que la tíbia.
- Femella: similar al mascle, però amb els ulls separats per 5,5 facetes de diàmetre; vèrtex 3,5 vegades l'amplada del pont ocular; lòbul apical de la placa subgenital aproximadament tan ample com llarg; espermateca reticulada a la major part de la seua superfície; ales d'1,57 mm de llargada i de 0,65 d'amplada.[3]

## Distribució geogràfica
És un endemisme de Nova Guinea.